# Muralhas da cidade de Cardiff
As muralhas da cidade de Cardiff eram uma muralha defensiva medieval envolvendo grande parte do atual centro de Cardiff, a capital do País de Gales, que incluía o Castelo de Cardiff. Ele media 1.280 passos ou 1.280 mi (2.060 km) de circunferência e tinha uma espessura média entre 6 ft (1.8 m) e 8 ft (2.4 m) e uma altura de 10 ft (3.0 m).

## História da muralha
A muralha foi construída por Robert Fitzhamon, o Senhor de Glamorgan, e foi citada pela primeira vez em 1111 por Caradoc de Llancarfan em seu livro Brut y Tywysogion (Crônica dos Príncipes). Em 1184, Maurice de Berkeley tinha construído paliçadas de madeira com os portões sul, norte, leste e oeste. Gilbert de Clare posteriormente reforçou as defesas do Castelo de Cardiff e as paliçadas de madeira foram substituídas por paredes de pedra.  As muralhas da cidade mediam 1.280 passos ou 1.280 mi (2.060 km) de circunferência, com uma espessura média entre 6 ft (1.8 m) e 8 ft (2.4 m) e uma altura de 10 ft (3.0 m).
Em 1404, as forças de Owain Glyndŵr, o último Príncipe de Gales nativo, destruíram grande parte da muralha do Portão Oeste. Pode ter sido que a cidade foi completamente queimada, exceto pelo Mosteiro Cinzento fora do Portão Leste. Em 1451, uma carta concedida por Richard Neville, 16º Conde de Warwick, citou que Cardiff tinha sido fortificada, com novas paredes, torres, portões e valas. Um século depois, John Leland, em seu Itinerário de 1536-1539, descreveu Cardiff como tendo uma muralha com cinco portões.
A partir do século XVIII, a deterioração da muralha da cidade progrediu rapidamente. Ele desabou em seções devido ao abandono, e as pedras foram utilizadas como material de construção para outras estruturas. Tornou-se prática comum que seções da parede fossem alugadas para burgueses (homens livres da cidade), o que aumentava ainda mais a taxa de declínio da parede. Parte da muralha foi utilizada para apoiar o dique do Canal de Glamorganshire.
Em 1890, uma das últimas seções sobreviventes da muralha foi fotografada (imagem à direita) nos fundos de uma velha escola infantil em The Hayes. Em 1901, esta seção foi demolida para dar lugar ao mercado de peixes de Cardiff, que agora é o 11 de setembro de The Hayes.

## História dos portões
Foi registrado que a muralha da cidade incluía seis portões; norte, oeste, sul, Gulley ou Golate, Blaunch e oeste. Contudo, há poucas evidências para indicar que Golate ou Gulley Gate era um portão adequado, em vez de somente uma brecha em uma seção da muralha que já havia sido arruinada pela inundação. No fim do século XVIII, todos os portões da muralha da cidade de Cardiff foram demolidos. Do plano de John Speed de Cardiff em 1610, o Golate não foi mostrado, portanto, parece provável que Cardiff só teve cinco portões de cidade adequados.
O Portão Norte também era conhecido como Portão Senghennydd ou Portão Sentinela. Este era o portão principal para os viajantes que se dirigiam para o norte, para Senghennydd e Caerphilly. A sua localização medeia os dias atuais Kingssway à direita do Castelo de Cardiff. Foi ilustrado várias vezes por Paul Sandby entre 1775 e 1776. Não muito tempo depois que a impressão de Sandby foi publicada em 1786, o Portão Norte foi demolido para dar lugar ao tráfego crescente e o Canal Glamorganshire, conforme registrado pelas atas do Conselho de Cardiff em 5 de maio de 1786.
O portão leste era conhecido apenas por um nome, Porth Crockerton (Crockerton Gate). O portão se estendia pela Crockherbtown Street, agora conhecida como Queen Street, para os viajantes que se dirigiam para o leste em direção a Llanrumney e Newport. Já existia quando, em 1171, William Fitz Robert, Conde de Gloucester, o Senhor de Glamorgan, citou-a como a fronteira oriental do bairro. Supõe-se que já possa ter sido uma estrutura de pedra em 1171, enquanto o resto das paredes ainda eram feitas de madeira.  O plano de 1610 de John Speed (acima) descreve o portão com um único arco, mas outros relatos sugerem que o portão pode ter três arcos. Em uma reunião do Conselho de Cardiff em 20 de setembro de 1791, foi decidido que o Portão Leste deveria ser demolido.
O Portão Sul foi citado em 1536, quando John Leland se referiu a este portão como Portllongey, que significa Portão de Navios. Localmente era conhecido como Moor Gate porque levava a Soundry ou South Town e às charnecas,  hoje conhecido como Butetown. A única evidência desse portão vem do plano de John Speed e da indicação da localização em mapas posteriores. O portão ficava onde hoje está o Great Western Hotel. A menção final do Portão Sul vem de uma reunião do Conselho de Cardiff em 1802, quando foi decidido demolir o portão e partes da muralha.
Não há detalhes conhecidos sobre quando o Blaunch (ou Blunch) Gate foi realmente construído. Não estava na muralha da cidade de paliçada original nos séculos XII e XIII.  Parece provável que este portão foi adicionado quando as muralhas da cidade foram reconstruídas no século XV.  Em 1542, foi registrado como Blounts Yate, mas antes disso era conhecido como Wales Gate. Mais tarde, o nome mudou para Blaunch ou Blounts Gate, em homenagem ao guardião do portão.  Nada mais se sabe sobre isso. Não é mostrado no plano de John Speed ou em um desenho posterior de 1678.  Posteriormente, foi registrado no Tribunal de Bailiffs em 28 de janeiro de 1785, que foi "ordenado que o portão próximo ao cais chamado Blunch ou Blount Gate fosse retirado"
O West Gate também era conhecido como Millgate ou Myllegate, embora Rice Merrick (em galês:  Rhys Meurug) tenha se referido ao portão como Miskin Gate. O Portão Oeste foi registrado pela primeira vez em 1184, quando ainda era uma construção de madeira. Um edifício de pedra substituiu a construção de madeira e teve aproximadamente 25 ft (7.6 m) altura e 25 pés de largura. O portão foi demolido depois de 20 de setembro de 1781, segundo as atas do Conselho de Cardiff.
Cock's Tower, também conhecida como Cokes Towre, e Cox's Tower, era uma torre de vigia que ficava na muralha leste, em The Hayes. Alguns vestígios ainda podem ser rastreados. Ficou na curva de um fosso, até aproximadamente 1860, quando foi demolido. A Cock's Tower ficava no local do shopping center St Davids. Quando Oxford Arcade foi demolida para dar lugar ao centro comercial St Davids, os arqueólogos tentaram encontrar vestígios da muralha da cidade, bem como da Torre do Galo, que foi um posto de observação medieval e masmorra até cerca do século XVI. A Torre do Galo foi demolida por volta de 1860 e suas fundações foram destruídas em 1962.

## Nos dias de hoje
O único exemplo remanescente de um portão da cidade de Cardiff é o portão oeste reconstruído anexo ao Castelo de Cardiff reconstruído pela família Bute, que foi construído em 1860, no local aproximado do antigo Portão Oeste este edifício é agora um edifício listado de Grau II * . Foi restaurado em 1921, provavelmente ao seu tamanho e dimensões originais.
A maior seção restante da muralha da cidade agora fica em um beco atrás da Queen Street, com aproximadamente 10 ft (3.0 m) de altura, 19 ft (5.8 m) de comprimento e 4 ft (1.2 m) de largura. Anteriormente, ele tinha uma placa azul presa a ele. Uma placa azul do Portão Norte ainda permanece nas proximidades do Edifício Northgate. Outra seção menor da muralha sustenta um canteiro de flores perto do Castelo de Cardiff.
Outras conexões com a muralha da cidade que ainda existem incluem as vias Westgate Street e Golate, além da via no shopping center St Davids chamada Town Wall e o Edifício Northgate, perto do North Gate original. O shopping center St. Davids fora construído no limite da muralha da cidade. Então, quando Oxford Arcade foi demolida para dar lugar ao shopping center St Davids, os arqueólogos tentaram encontrar os restos da muralha da cidade, bem como a Torre do Galo, que foi um posto de observação medieval e masmorra até por volta do século XVI.